# 萨尔萨万
萨尔萨万（Sarsawan），是印度北方邦Saharanpur县的一个城镇。总人口16816（2001年）。

## 人口
该地2001年总人口16816人，其中男性9017人，女性7799人；0—6岁人口2703人，其中男1479人，女1224人；识字率63.50%，其中男性为69.00%，女性为57.15%。